# FIFA 06: Road to FIFA World Cup
FIFA 06: Road to FIFA World Cup är ett fotbollsspel utvecklat av EA Sports för Xbox 360. Spelet är en officiellt licenserad produkt för världsmästerskapet i fotboll 2006 i Tyskland. Tävlingsmomentet i FIFA 06: Road to FIFA World Cup World Cup innehåller bara UEFA-kvalet för VM 2006.
Spelet har den brasilianske anfallsspelaren Ronaldinho på omslaget.